# Lista de bairros de Santa Luzia (Minas Gerais)
Esta é uma lista dos bairros de Santa Luzia, na Região Metropolitana de Belo Horizonte, dividida por cada região da cidade.

## Sede Parte Alta
- Centro
- Camelos[1]
- São Geraldo
- Alto Bela Vista[1]
- Adeodato[1]
- Esplanada
- Capitão Paulo
- Bonanza[1]
- Vila das Mansões
- Santa Monica
- Jardim Santa Cruz
- Moreira
- Idulipê
- Córrego das Calçadas
- Santa Matilde
- Córrego Frio
- Petrópolis
- Imperial
- Industrial Americano
- Colorado[1]
- Kennedy
- Bom Jesus[1]
- Maria Adélia
- Parque Nova Esperança
- Recanto do Olaria
- Retiro do Recreio

## Sede Parte Baixa
- Ponte Grande
- Ponte Pequena
- São João Batista
- Rio das Velhas
- São Francisco
- Alto do Tanque
- Nossa Senhora das Graças
- Novo Centro
- Monte Carlo
- Morada do Rio
- Vila Olga
- Vila Íris
- Gameleira
- Bicas[1]
- Santa Rita
- Vale das Acácias
- Dona Rosarinha
- Padre Miguel
- Bagaçu
- Vila Ferraz
- Carreira Comprida
- Frimisa

## São Benedito
- São Benedito
- Palmital
- Cristina
- Belo Vale
- Londrina
- Asteca
- São Cosme
- São José
- Chácaras Santa Inês
- Chácaras Del Rey
- Chácaras Gervásio Lara
- Vila Nova Esperança
- Nova Conquista
- Três Corações
- Castanheiras
- Baronesa
- Luxemburgo
- Duquesa I
- Duquesa II
- Liberdade

## Zona de Expansão Urbana
- Ribeirão da Mata
- Barreiro do Amaral[1]
- Santa Helena
- Pinhões
- Casa Branca
- Bom Destino[1]
- Simão da Cunha
- Maquiné

## Zona Rural
- Taquaraçu de Baixo
- Engenho
- Andrequicé

## Distritos
- São Benedito